# Умберто Антоніо Тоцці
Умберто Антоніо Тоцці (італ. Umberto Antonio Tozzi, нар. 4 березня 1952), — італійський співак та композитор.

## Кар'єра
Популярність композиторові принесла пісня «Un corpo, un'anima», написана у 1974 році у співавторстві з Даміано Даттолі, яку виконали Весс та Дорі Гецці. Успіх до співака прийшов у 1976 році, після випуску альбому «Donna amante mia». У 1970—80 роках музика записав пісні, які стали класикою італійської музики: «Ti amo» (1977), «Gloria» (1979), «Gente di mare» (1987).
У 2011 році співак виступав у Княжому палаці в Монако, на весіллі Альбера II та Шарлін. Серед останніх альбомів співака «Superstar» (2009), Ma che spettacolo (2015) та «Raf Tozzi» (спільно з Raf, 2018).

## Дискографія
- Donna amante mia (1976)
- È nell'aria … ti amo (1977)
- Tu (1978)
- Gloria (1979)
- Tozzi (1980)
- In concerto (1980 — Live)
- Notte rosa (1981)
- Eva (1982)
- Hurrah (1984)
- Minuti di un'eternità (1987 — Greatest hits)
- Invisibile (1987)
- The Royal Albert Hall (1988 — Live)
- Gli altri siamo noi (1991)
- Le mie canzoni (1991 — Greatest hits)
- Equivocando (1994)
- Il grido (1996)
- Aria e cielo (1997)
- Bagaglio a mano (1999 — Greatest hits)
- Un'altra vita (2000)
- The best of (2002 — Greatest hits)
- Le parole (2005)
- Heterogene (2006)
- Tozzi Masini (2006)
- Non Solo Live (2009)
- Superstar (2009)